# Voetbalkampioenschap van Elbe 1919/20
In 1919/20 werd het eerste voetbalkampioenschap van voetbalkampioenschap van Elbe gespeeld, dat georganiseerd werd door de Midden-Duitse voetbalbond. De Kreisliga Elbe werd ingevoerd als nieuwe hoogste klasse en verenigde de competities van Midden-Elbe, Altmark, Anhalt en Harz. De vier competities bleven dit seizoen wel nog apart bestaan. Enkel de eindstand van Midden-Elbe is bekend en dat deze kampioen het opnam tegen de Anhaltse kampioen. Na dit seizoen werden de vier competities verenigd. 
Magdeburger SC 1900 werd kampioen en plaatste zich voor de Midden-Duitse eindronde. Voor het eerst werd de eindronde in groepsfase gespeeld met zes clubs, Magdeburger SC werd voor gedeeld vierde. 

## Kreisliga

### Midden-Elbe
| Plaats | Club                                 | Wed. | W  | G | V  | Saldo | Ptn.  |
| ------ | ------------------------------------ | ---- | -- | - | -- | ----- | ----- |
| 1.     | Magdeburger SC 1900                  | 14   | 10 | 1 | 3  | 27:12 | 21:07 |
| 2.     | Magdeburger SC Preußen               | 14   | 8  | 4 | 2  | 38:15 | 20:08 |
| 3.     | FuCC Cricket-Viktoria 1897 Magdeburg | 14   | 9  | 2 | 3  | 32:16 | 20:08 |
| 4.     | SC Germania 1898 Magdeburg           | 14   | 8  | 0 | 6  | 18:23 | 16:12 |
| 5.     | SV Viktoria 96 Magdeburg             | 14   | 6  | 3 | 5  | 29:22 | 15:13 |
| 6.     | SuS 1898 Magdeburg                   | 14   | 7  | 1 | 6  | 26:22 | 15:13 |
| 7.     | FC Preußen 02 Burg                   | 14   | 1  | 1 | 12 | 22:40 | 03:25 |
| 8.     | FC Weitstoß Schönebeck               | 14   | 1  | 0 | 13 | 14:46 | 02:26 |

Vier clubs kwalificeerden zich rechtstreeks voor het volgende seizoen. Wellicht kreeg Viktoria Magdeburg de voorkeur op Germania, dat hoger eindigde, omdat de club veel succesvoller was in het verleden. Uitslagen van de degradatie play-off waarin Germania en SuS deelnamen zijn niet meer bekend, enkel dat beide clubs zich wisten te plaatsen voor het volgende seizoen.
|  | Kampioen, geplaatst voor finale Elbe |
|  | Deelname degradatie play-off         |
|  | Degradatie                           |

### Finale Elbe
|               |                     |       |             |  |
| 14 maart 1920 | Magdeburger SC 1900 | 2 - 0 | TuSV Dessau |  |
| 14 maart 1920 |                     |       |             |  |